# Roland Passevant
Pour les articles homonymes, voir Passevant.
Roland Passevant, né le 18 juin 1928 à Ygrande (Allier) et mort le 3 janvier 2002 à Sens, est un journaliste français, spécialisé dans le domaine sportif, puis dans l'investigation politique.

## Biographie
Il adhère en 1943 aux Jeunesses communistes et s'engagea dans la résistance au sein des Francs-tireurs et partisans (FTP) de l'Allier. Puis il milite dans les organisations du Parti communiste français dont il est devenu membre.
Il commence sa carrière journalistique en 1948 à l'Union française de l'information, une agence de presse qui travaille pour la presse communiste de l'époque, y comme télétypiste à partir de 1950.  Il exerce ensuite dans les services techniques de l'Agence France-Presse en 1951, dont il est licencié en 1953 en raison de ses activités de délégué du personnel, tout comme l'autre délégué du personnel, face au PDG Maurice Nègre. 

### Journaliste sportif
En 1954, il rejoint L'Humanité-Dimanche, puis L'Humanité : il dirige, à partir de 1963, le service des sports de ce quotidien. À ce titre, il suit un certain nombre de Tours de France cyclistes, ses domaines de prédilection étant le cyclisme et la boxe. Il collabore régulièrement à l'hebdomadaire Miroir Sprint. Enquêteur sportif, il publie plusieurs ouvrages sur le milieu de la boxe (Les Cerdan, Boxing Business ) ou sur Les mystères du sport en R.D.A.. 
En 1976, il devient membre de la rédaction en chef du journal du Parti communiste français. Il est, cette année-là, un des auteurs d'un ouvrage exposant les propositions du PCF en matière sportive.
Il élargit son domaine d'intervention à la vie politique française, doublant ses reportages pour la presse de la publication de livres dont le premier est Les communistes au quotidien, paru en 1980. 

### Grand reporter de télévision
La victoire électorale de la gauche en 1981 a eu un impact direct sur sa carrière. Pour répondre à la revendication du Parti communiste d'une plus grande pluralité des sensibilités politiques des rédactions de la télévision, le gouvernement de Pierre Mauroy impose aux dirigeants de celle-ci l'embauche de quelques journalistes communistes. 
Nommé à TF1 en octobre 1981,, Roland Passevant est dès lors un enquêteur de terrain, en Afghanistan, à Cuba, ou encore lors des Jeux olympiques de Los Angeles. Ses qualités professionnelles lui permettent de devenir codirecteur du service des grands reportages. Mais en 1986, le contexte politique change. « Placardisé », il démissionne  en juillet 1987.

### Auteur de nombreux livres
Journaliste retraité en 1988, Roland Passevant parcourt la France pour ses enquêtes, publiant plusieurs ouvrages sur le chômage, le déclin communiste et la Résistance.

## Distinctions
- Chevalier de la Légion d'honneur[9]

## Publications

### Domaine sportif
- Les Cerdan, éditions Dargaud, 1970
- Les Verts dans les coulisses du football stéphanois, Éditeurs Français Réunis, Paris, 1971
- Les Mystères du sport en RDA, Éditeurs Français Réunis, 1972.
- Boxing Business, Éditeurs Français Réunis, Paris, 1973.
- Le sport en questions (en collaboration avec Guy Hermier et Michel Zilbermann), Éditions sociales, 1976
- Même si ça dérange, Robert Laffont, 1976
- Et tu seras champion, éditions La Farandole, Paris, 1980
- Combats pour le sport, Messidor, 1989

### Essais politiques et historiques
- Les communistes au quotidien, éditions Grasset, 1980
- Morte par hasard, tout à fait par hasard, Paris, Liana Levi, 1985
- Journaliste sous haute surveillance, éditions Messidor, 1987
- Doumeng : du surf sur des millions de dollars (avec Jean-Baptiste Doumeng), Éditions 13, 1987
- La Mafia du 4e pouvoir, Messidor, 1989
- L'hiver rouge, J et D éditions, 1993.
- Résistance rouge et Milice noire, éditions Le Temps des Cerises, 1995
- Golfe, tempête pour la paix, Éditions sociales, 1996
- L'increvable espérance, éditions Bérénice, 1996
- Les Flammes de l'exclusion : insécurité urbaine... l'espérance citoyenne, Le Temps des Cerises, 2000

### Sur Roland Passevant
- L'Humanité Hebdo, samedi 5 et dimanche 6 janvier 2002, page 27 : 3 articles sont consacrés à la disparition de Roland Passevant, dont Journaliste combattant, de Patrick Apel-Muller, et Salut Roland d'Émile Besson.
- Notice nécrologique de 26 lignes parue dans Le Monde en janvier 2002.